# Clemens von Zimmermann

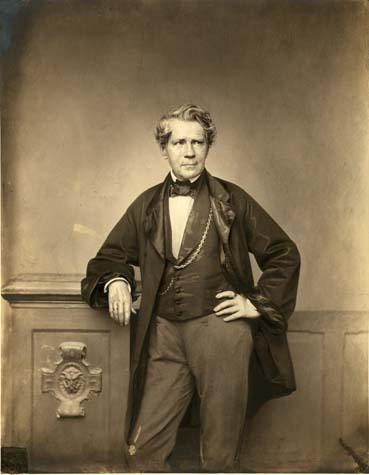
Clemens Zimmermann

Clemens von Zimmermann (* 8. November 1788 in Düsseldorf; † 25. Januar 1869 in München) war ein deutscher Maler.

## Leben und Werk
Zimmermann wurde im Alter von sieben Jahren in die Elementarschule geschickt, in der er auf Peter von Cornelius traf, der bereits Zeichnungen nach Raphael und der Antike anfertigte, die er mit in die Schule brachte und die insbesondere bei Zimmermann den Wunsch weckten, ebensolche Zeichnungen herstellen zu können. Er blieb bis zum Jahr 1800 in dieser Schule, besuchte ein Jahr lang das Gymnasium und wechselte auf das Lyceum. Im Alter von dreizehn Jahren begann er mit ersten Zeichnen nach Vorlagen. Im Herbst 1804 verließ er das Lyceum und trat als Schüler in die Kunstakademie Düsseldorf ein. Hier begann er auch in Öl zu malen. 1808 folgte er seinem Lehrer Johann Peter von Langer an die Königliche Kunstakademie nach München. 1815 wurde Zimmermann Professor für Historienmalerei an der königlichen Kunstschule Augsburg. Im darauf folgenden Jahr unternahm er mit königlicher Unterstützung eine ausgiebige Studienreise nach und durch Italien und hielt sich von 1816 bis 1817 in Rom auf. Ab 1820 begann er mit der Freskenmalerei in München und wurde 1825 zum ordentlichen Professor der Königlichen Akademie der Bildenden Künste ernannt.
Als künstlerischer Berater war von Zimmermann an vielen Entscheidungen des bayerischen Königs Ludwig I. beteiligt, aber auch als Maler tätig. Zusammen mit seinen Kollegen Gottlieb Gassen, Johann Georg Hiltensperger und Eugen Napoleon Neureuther schmückte er nach Entwürfen von Peter von Cornelius die Fresken im Korridor der Alten Pinakothek aus. Diese Arbeiten beschäftigten ihn beinahe zehn Jahre.
1846 wurde von Zimmermann Direktor der Königl. Bayerischen Zentralgalerie und hatte dieses Amt bis 1865 inne. Anschließend gab er nach und nach alle Ämter auf und zog sich ins Privatleben zurück. Mit über 80 Jahren starb von Zimmermann 1869 in München.
Von Zimmermann war Mitglied des 1860 gegründeten Münchner Vereins für Christliche Kunst.

## Werke (Auswahl)
- Mercur und Argus 1811

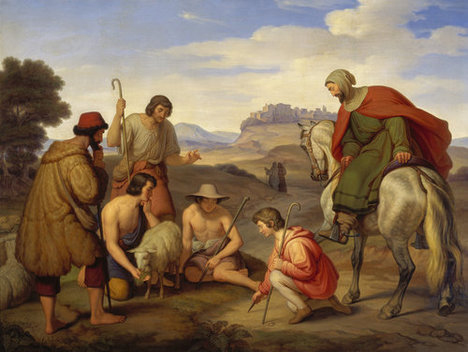
Cimabue und der junge Giotto, 1841

- Das Opfer Noah’s 1812, wurde mit dem ersten akademischen Preis ausgezeichnet
- Joseph von seinen Brüdern verkauft 1826
- Die Vermählung der h. Catharina 1829
- Die Heilige Caecilie mit zwei singenden Engeln 1836
- Himmelfahrt der Maria 1852 ein großes Altargemälde, das für König Ludwig I. von Bayern gemalt und von diesem der Kirche von Claire Village bei Adelaide in Australien gestiftet wurde
- zudem nach eigener Erfindung ausgeführte Malereien im Speisesaal des Königsbaues (Darstellungen aus den Liedern Anakreons), zahlreiche Fresken, Ölgemälde und Porträts

## Familie
Von Zimmermann vermählte sich 1814 mit Josepha (1794–1842), einer Tochter des Königlichen Garten-Intendanten Friedrich Ludwig von Sckell. Ihr gemeinsamer Sohn Julius Zimmermann (1824–1906) wurde ebenfalls Maler. Durch diese Heirat war er Schwager von Carl Rottmann und Carl August Sckell, die jeweils mit Schwestern seiner Ehefrau vermählt waren.

## Grabstätte

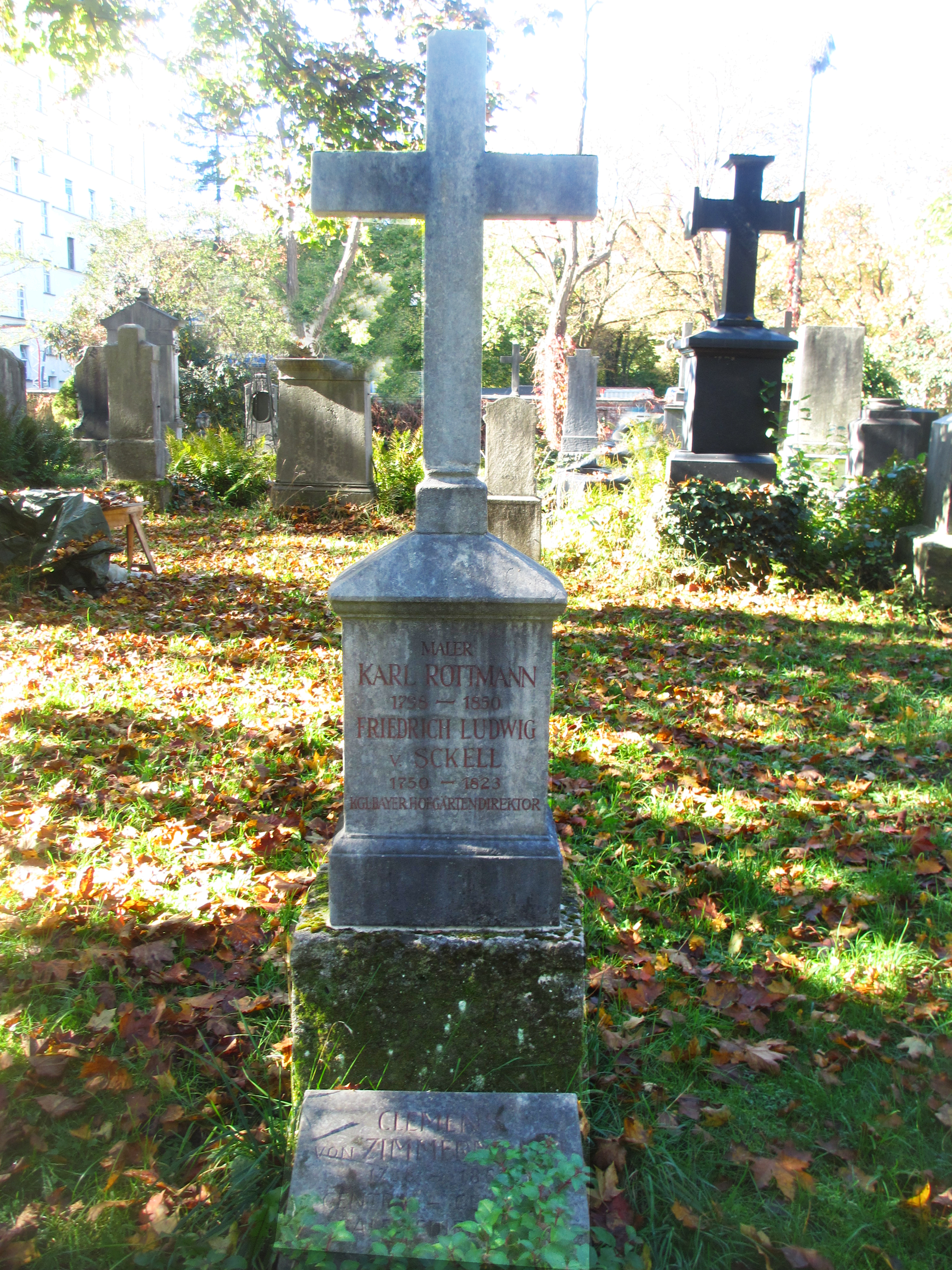
Grabstelle (Zimmermann, Rottmann, Sckell) in München

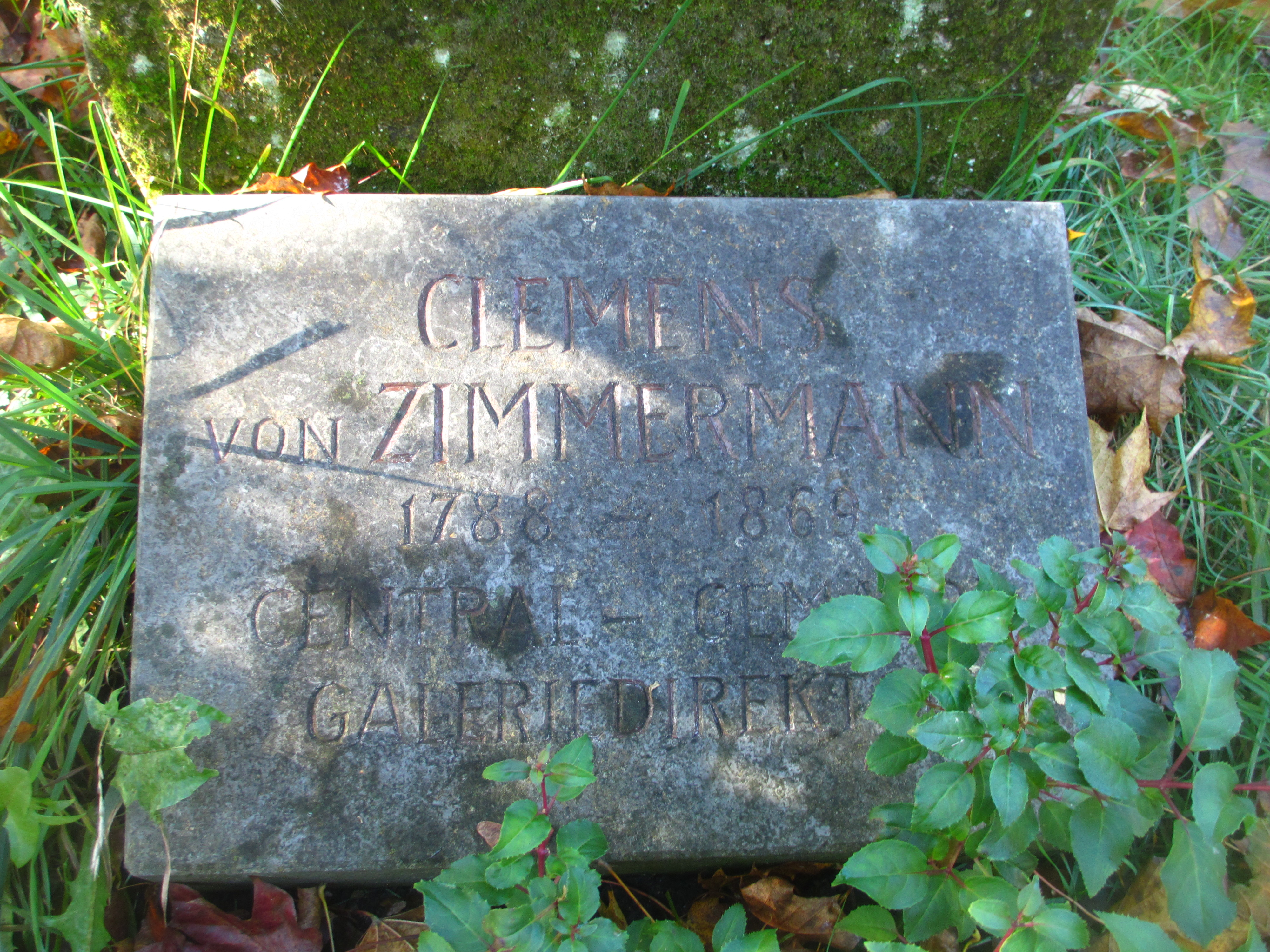
Zusatzgrabplatte Clemens Zimmermann

Die Grabstätte von Clemens Zimmermann (zusammen mit Carl Rottmann und Friedrich Ludwig von Sckell) befindet sich auf dem Alten Südlichen Friedhof in München (Gräberfeld 6 – Reihe 7 – Platz 33/34) Standort.

## Auszeichnungen
- Ritter des Civil-Verdienstorden der bayerischen Krone
- Orden vom Heiligen Michael
- Königlich bayerischer Ludwigsorden
- K. k. österreichischer Franz-Josephs-Orden
- Königlich württembergischer Kronenorden[4]

## Namensgeber für Straße
Nach Clemens Zimmermann wurde 1972 (Erstnennung) in München im Stadtteil Englschalking (Stadtbezirk 13 – Bogenhausen) der Zimmermannweg⊙ benannt.